# Cratoneuron
Cratoneuron är ett släkte av bladmossor som först beskrevs av William Starling Sullivant, och fick sitt nu gällande namn av Richard Spruce. Enligt Catalogue of Life ingår Cratoneuron i familjen Amblystegiaceae, men enligt Dyntaxa är tillhörigheten istället familjen Amblystegiaceae.
Kladogram enligt Catalogue of Life och Dyntaxa:
| Cratoneuron | \| \| Cratoneuron commutatovirescens \| \| \| \| \| \| Cratoneuron filicinum \| \| \| \| \| \| Cratoneuron formianum \| \| \| \| \| \| Cratoneuron formosanum \| \| \| \| \| \| Cratoneuron longicostatum \| \| \| \| \| \| Cratoneuron punae \| \| \| \| \| \| Cratoneuron subcurvicaule \| \| \| \| \| \| Cratoneuron sulcatoirrigatum \| \| \| \| \| \| Cratoneuron tenerrimum \| \| \| \| |
|             | \| \| Cratoneuron commutatovirescens \| \| \| \| \| \| Cratoneuron filicinum \| \| \| \| \| \| Cratoneuron formianum \| \| \| \| \| \| Cratoneuron formosanum \| \| \| \| \| \| Cratoneuron longicostatum \| \| \| \| \| \| Cratoneuron punae \| \| \| \| \| \| Cratoneuron subcurvicaule \| \| \| \| \| \| Cratoneuron sulcatoirrigatum \| \| \| \| \| \| Cratoneuron tenerrimum \| \| \| \| |
|             | Cratoneuron commutatovirescens |
|             | |
|             | Cratoneuron filicinum |
|             | |
|             | Cratoneuron formianum |
|             | |
|             | Cratoneuron formosanum |
|             | |
|             | Cratoneuron longicostatum |
|             | |
|             | Cratoneuron punae |
|             | |
|             | Cratoneuron subcurvicaule |
|             | |
|             | Cratoneuron sulcatoirrigatum |
|             | |
|             | Cratoneuron tenerrimum |
|             | |

## Bildgalleri

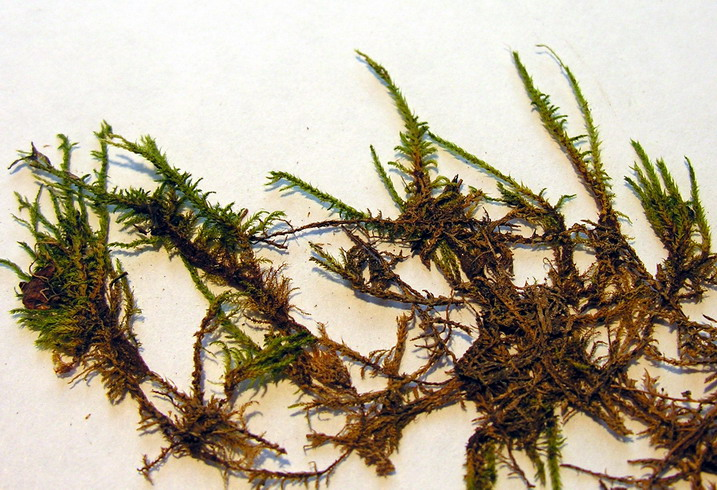
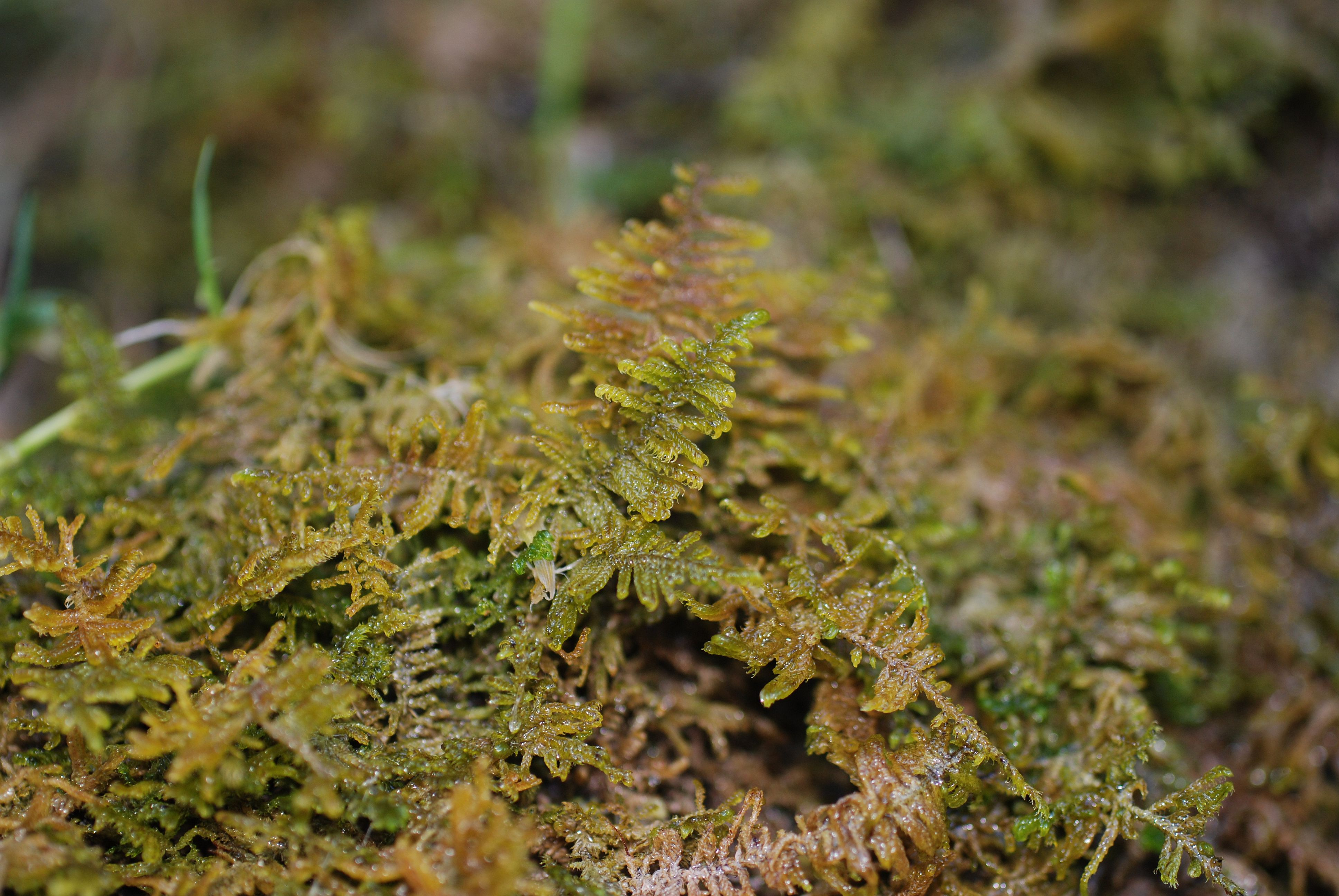
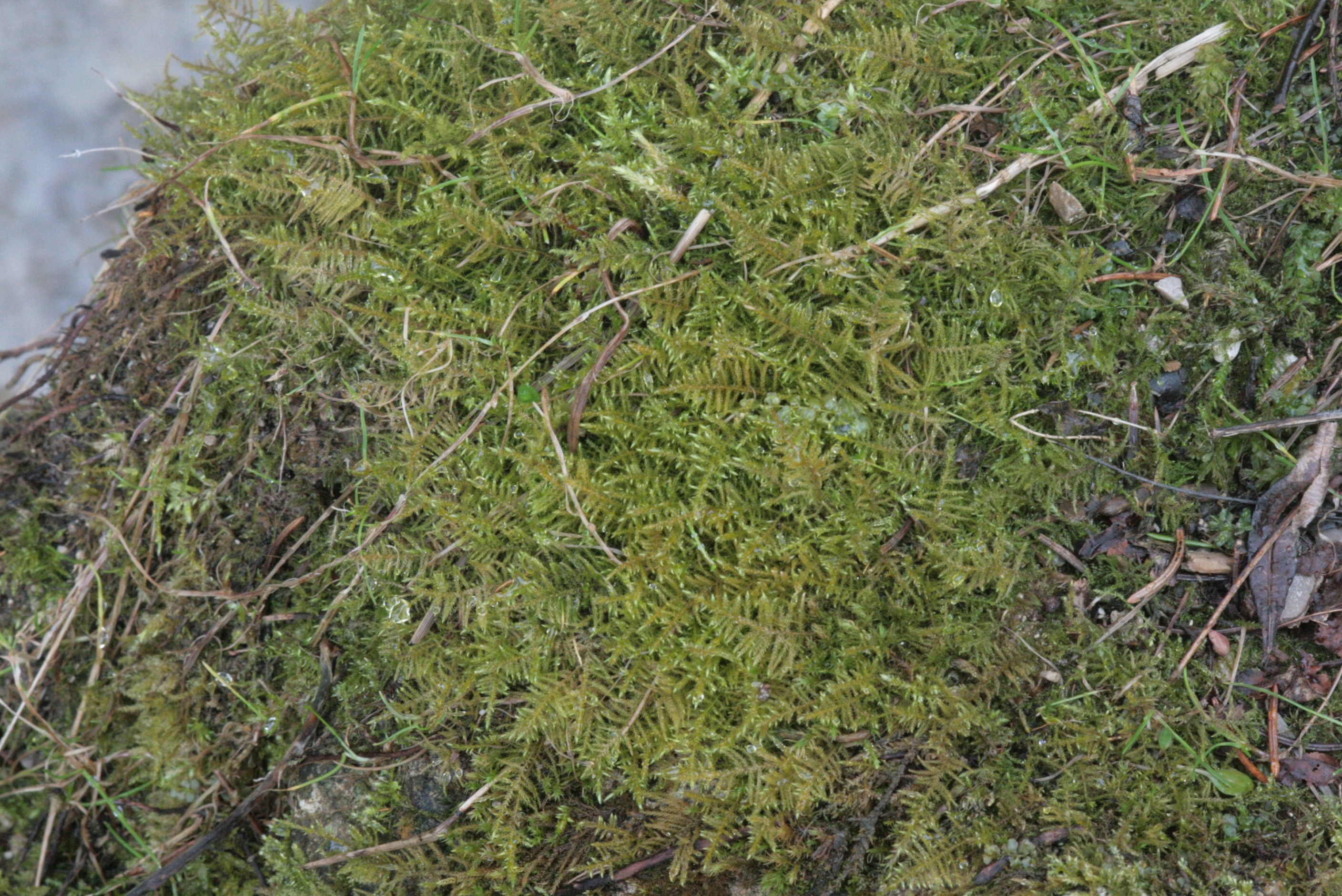
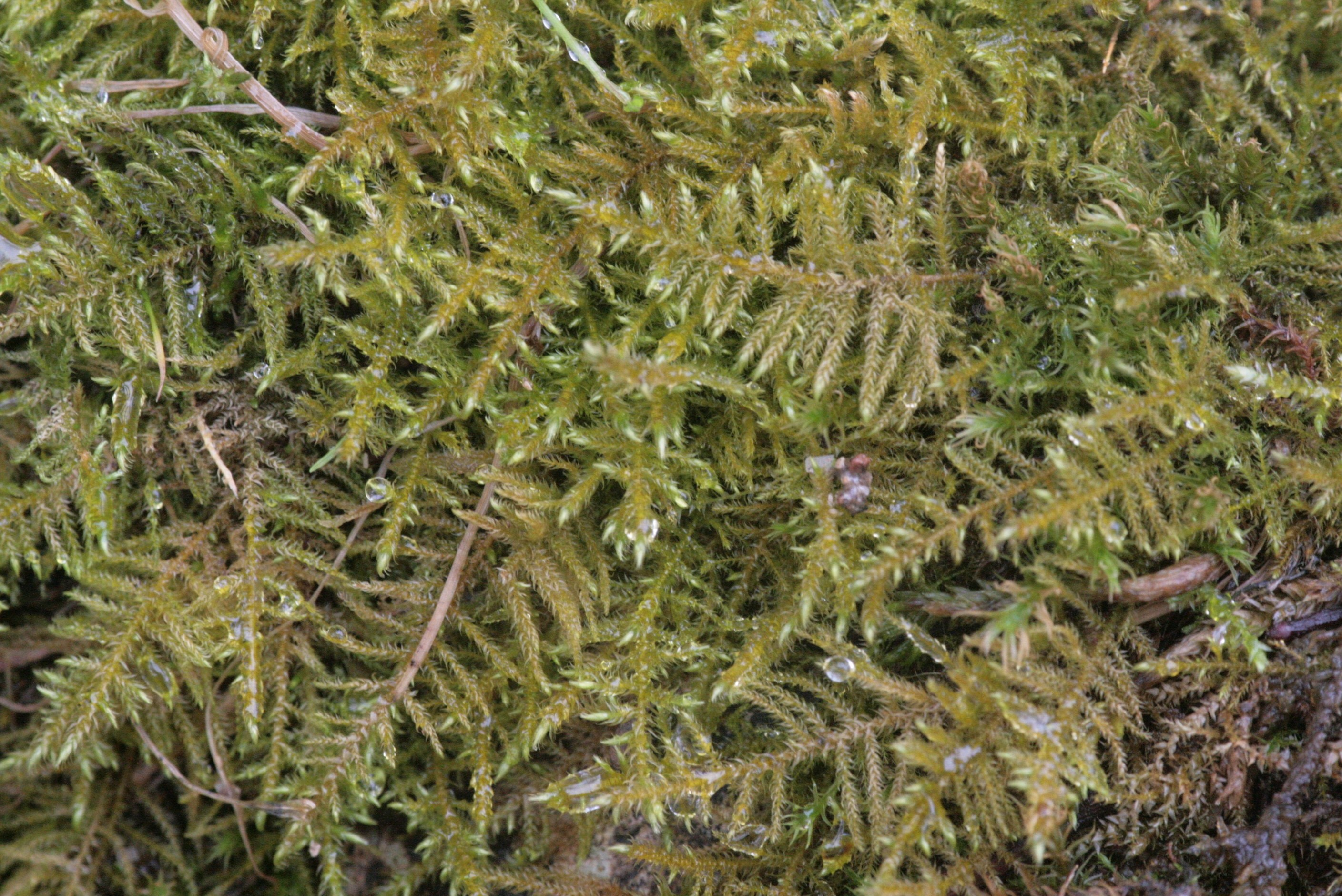
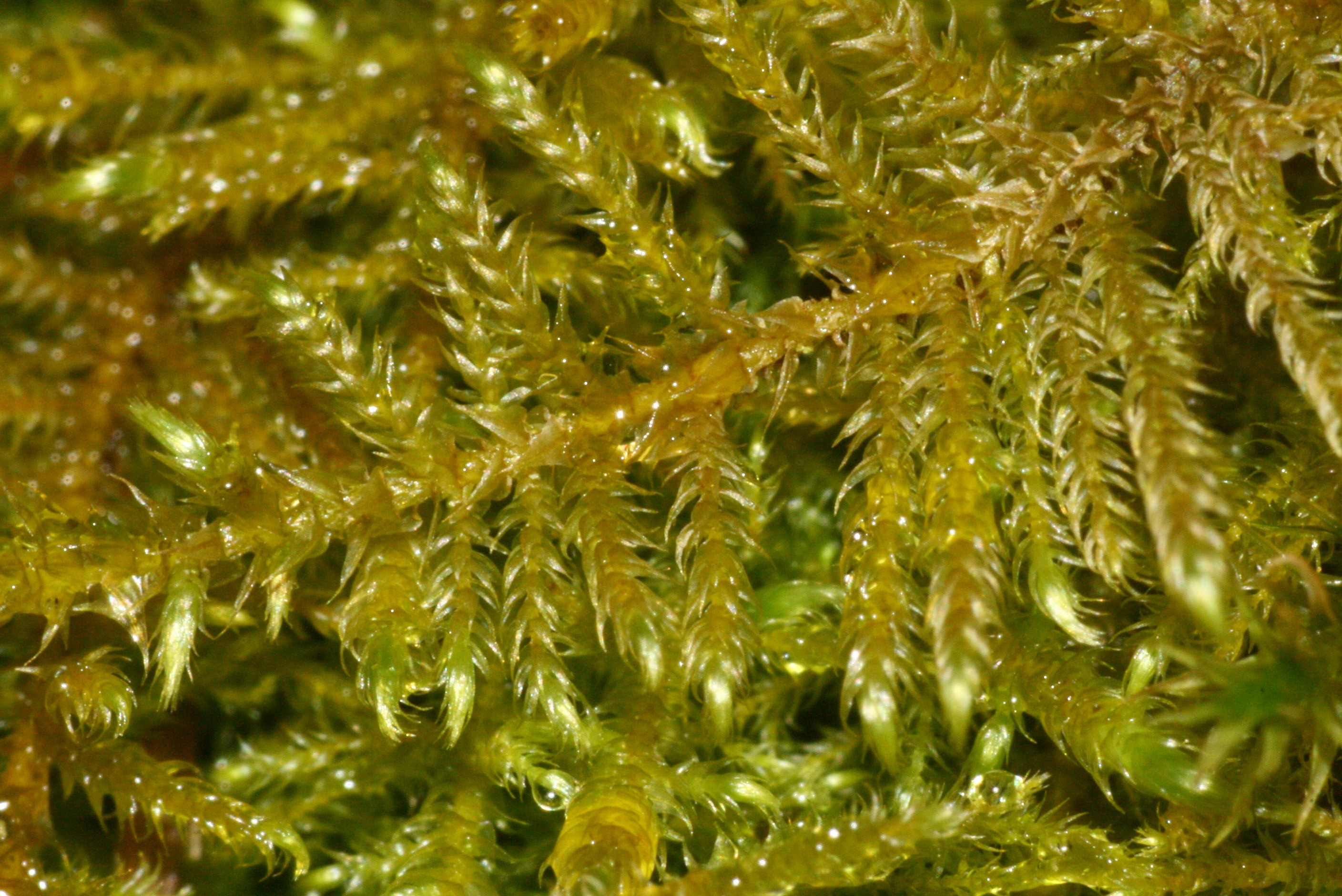
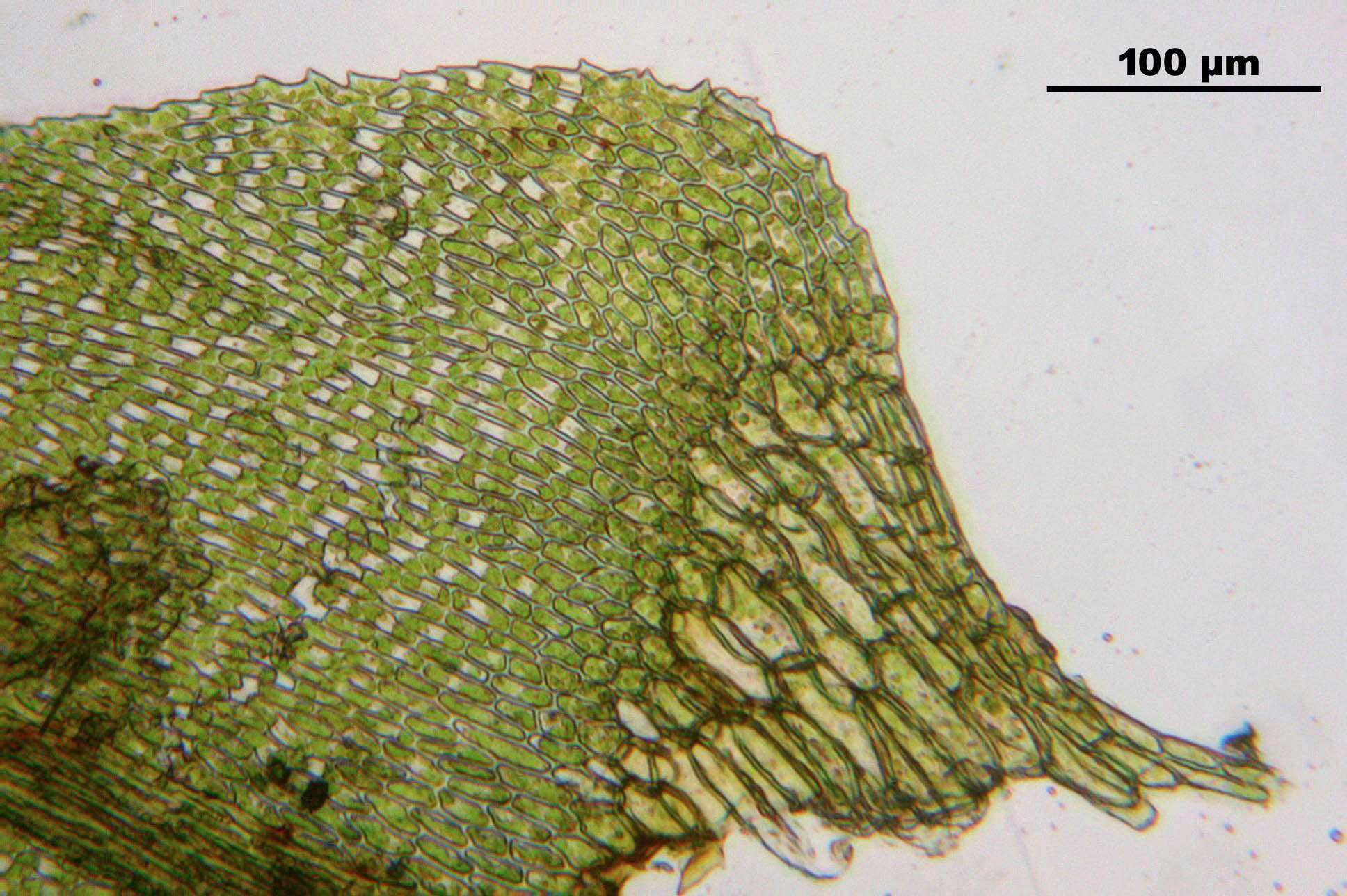